# Coralie Clément
Coralie Clément (Villefranche-sur-Saône, 1 de setembro de 1978) é uma cantora francesa. Possui um estilo variado em suas músicas, que vão desde o folk à chanson, passando por jazz e bossa nova.

## Biografia
Nascida em uma família de músicos (seu pai é clarinetista e seu irmão mais velho é o músico e compositor Benjamin Biolay), Coralie aos três anos já identificava os diferentes instrumentos de uma orquestra. Aos seis anos de idade, começou a praticar violino e parou somente na sua adolescência. Desde então suas inspirações musicais são Françoise Hardy, Jane Birkin, Beatles, Serge Gainsbourg dentre outros.
Apesar de ter estudado música por vários anos, seu dom vocal só foi descoberto pelo seu irmão enquanto ela cantava para ele. Biolay ficou impressionado com ela, e compôs as doze canções do primeiro disco de Coralie Clément em 2001, que também teve ajuda de Karen Ann.
Coralie canta a música "Dorénavant," usada como tema do filme L'Idole de Samantha Lang, estrelando Leelee Sobieski e também a música "Samba de mon cœur qui bat" usada na trilha sonora oficial do filme "Alguém tem que Ceder" (Something's Gotta Give) estrelando Diane Keaton, Jack Nicholson, Amanda Peet, Keanu Reeves and Frances McDormand. Uma outra música bastante reconhecida da cantora é a intitulada " Ces´t la vie".
"Confuso mas ainda assim feliz": é como Coralie descreve o período de três anos após o lançamento do seu primeiro álbum. Em viagens à Nova York, em busca de influência rock às suas músicas, Coralie descobriu a banda de rock alternativo Nada Surf, se identificando muito com a musicalidade do grupo. Além do Nada Surf, nessa viagem ela conheceu vários grupos musicais dentre os quais Blonde Redhead, Ed Harcourt, Stina Nordenstam e Metric, que serviram como base para seu próximo álbum. Esse novo disco teve músicas compostas por Benjamin Biolay, pela própria Coralie e participação de Daniel Lorca do Nada Surf.

## Discografia

### Álbuns
- 2001 - Salle des Pas Perdus
- 2005 - Bye Bye Beauté
- 2008 - Toystore

### Singles
- 2001 - L'Ombre et la Lumière
- 2001 - Ca Valait la Peine
- 2005 - Indécise
- 2005 - Kids (Jeu Du Foulard)
- 2008 - C'est La Vie

## Colaborações
- Interpreta a música tema do filme "L'Idole" de Samantha Lang com Leelee Sobieski.
- Fez coro na música "Chaise à Tokyo" do álbum Négatif (2003), de Benjamin Biolay, seu irmão mais velho.
- Em "L'Aventurier" de Nada Surf.